# Антоний Великий

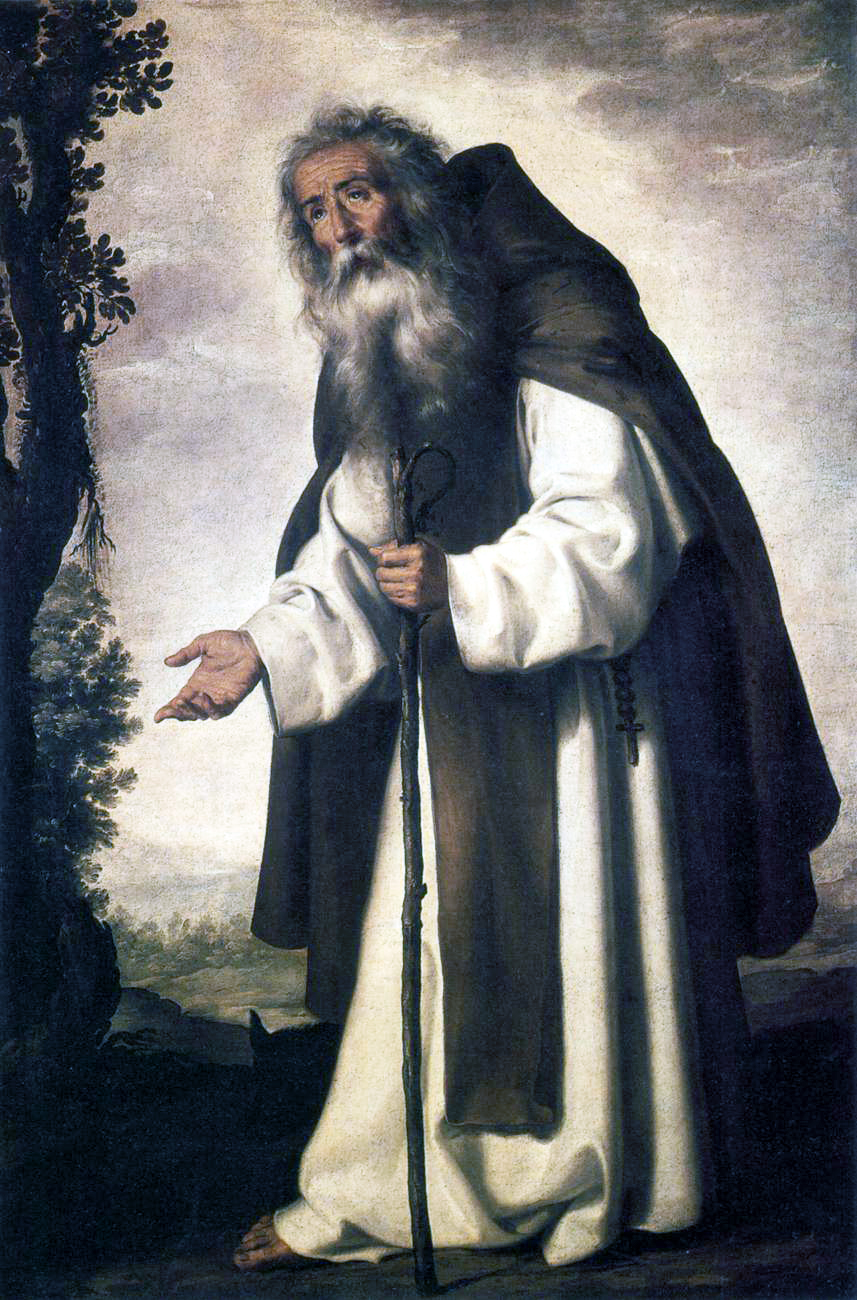
Святой Антоний на картине Франсиско де Сурбарана

Анто́ний Вели́кий, преподобный (др.-греч. Ἀντώνιος, Antṓnios; лат. Antonius, копт. ⲁⲃⲃⲁ ⲁⲛⲧⲱⲛⲓ ; 251, Кома — около 357, Фивы) — раннехристианский подвижник и пустынник, основатель отшельнического монашества.
День памяти в Русской православной церкви — 30 января по новому стилю (Григорианский календарь)
Святой Антоний художественно-символически изображается с посохом, имеющим форму тау-креста, с колокольчиком для отпугивания бесов; иногда рядом с ним свинья; греческая буква тау может украшать его одеяние.

## Биография
Родился в коптской семье благородных и богатых родителей, воспитавших его в христианской вере. Святой уже с детских лет отличался исключительным благочестием. Когда умерли его родители, Антонию было двадцать лет, и у него на руках осталась малолетняя сестра. По преданию, однажды войдя в храм, он услышал евангельские слова: «Если хочешь быть совершенным, иди, продай имение твоё и раздай нищим, и будешь иметь сокровище на Небе, и иди вслед за Мной» (Мф. 19, 21). Стараясь следовать словам Евангелия как можно точнее, Антоний вскоре отказался от родительского наследства в пользу бедных из своего селения. Услышав же через время слова Иисуса: «Не заботься о завтрашнем дне: завтрашний день сам будет заботиться о себе; довольно для каждого дня своей заботы» (Мф. 6, 34), Антоний поручил сестру верным и известным ему девственницам, покинул свой дом и стал подвизаться рядом со своим селением под руководством одного старца в служении Богу.

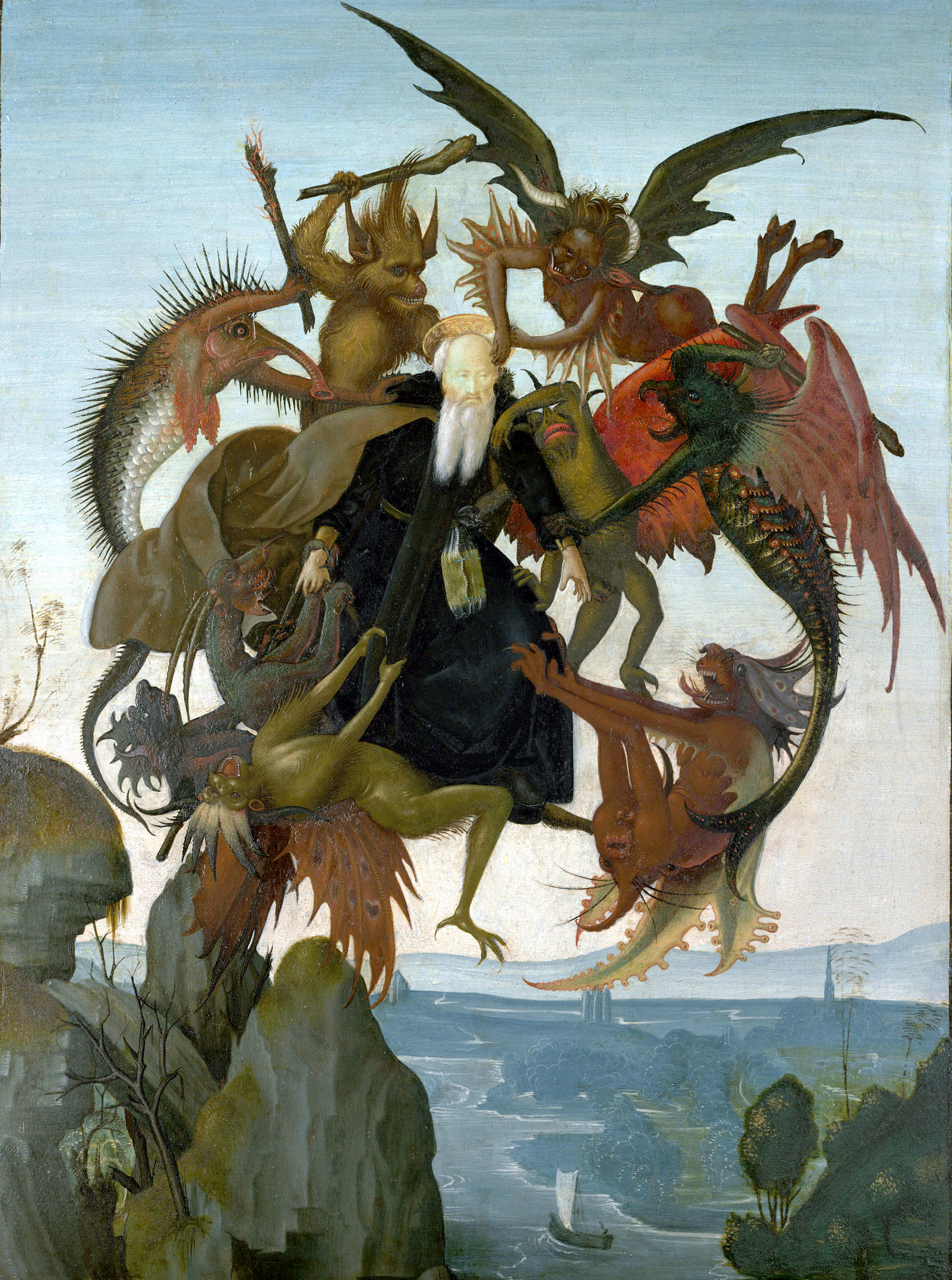
«Мучения святого Антония» — предположительно, первая работа Микеланджело.

Вскоре Антоний оставил старца, уединился в Фивадской/Фиваидской пустыне и жил сначала в гробовой пещере вблизи родного селения, а потом, взяв с собой шестимесячный запас хлеба, поселился в развалинах воинского укрепления в Писпире на берегу Нила. Здесь он пробыл около 20 лет в уединении, только изредка отзываясь на просьбы лиц, приходивших видеть и слышать его. Во время этого уединения Антоний, будучи много раз искушаем дьяволом, наложил на себя ещё более трудные обеты, даже с приходящими к нему беседовал через узкое отверстие, проделанное в стене, чтобы ничем не прерывать своего постничества. По преданию, когда Антоний уже не выдерживал духовных страданий, ему явился Иисус Христос, сообщивший, что Он был рядом всё время. Предание также сообщает, что в конце его дней у Антония появились многочисленные ученики и последователи. Письменная агиография, однако, говорит лишь о двух учениках.
После 305 года Антоний прерывает своё уединение, чтобы по многочисленным просьбам организовать монашескую жизнь отшельников, которые селились рядом с ним и подражали ему. Во время гонения императора Максимина в 311 году он посетил Александрию, ободрял христиан и появлялся в наиболее опасных местах. Когда гонение стихло, в 313 году Антоний Великий ушёл ещё дальше — на берег Красного моря, в монастырь близ Суэцкого залива в Писпирских горах. Здесь, чтобы избавить приносивших ему хлеб учеников от хлопот, он возделывал сам небольшое поле. Время от времени он посещал лиц, начавших подвизаться в Фиваде под его руководством.
Прожив уединённо около 70 лет, Антоний встретился со святым Павлом Фивейским, прожившим в пустыне около 90 лет и сообщившим ему о том, что христианские гонения в Римской империи прекратились и что появилась ересь арианство.
Около 350 года по настойчивому приглашению Афанасия Великого, Антоний оставил уединение и пришёл в Александрию, чтобы выступить в споре против ариан. Последователи арианства, стремясь склонить на свою сторону сомневающихся, ложно утверждали, что и преподобный Антоний находится в их рядах. Антоний лично выступил на собрании, отрицая принадлежность к арианству и осудив его. Появление знаменитого подвижника оказывало могучее воздействие на толпы людей. Массы народа тянулись к нему и ждали от него чудес. Это уже были последние усилия старца, и, возвратясь в свою пустыню, он скончался на 105 году жизни. Двум ученикам, ходившим за ним в последние 15 лет, он велел не открывать места своего погребения из опасения обоготворения.
При византийском императоре Юстиниане (527—565) его мощи были найдены и торжественно перенесены из египетской пустыни в Александрию (ок. 529 года), затем — в Константинополь (около 623 года), а в 980 году — в Мот-Сен-Дидье (ныне Сент-Антуан-л'Аббеи) близ Вьенна (Франция), где хранятся в 114-килограммовом ковчеге по сей день. Другие мощи, в виде одного лишь черепа, называемые «главой преподобного Антония», с 1491 года хранятся в городе Арле в кафедральном соборе св. Трофима. Ещё одни мощи Антония находились до недавнего времени в базилике св. Антония в Лос-Анджелесе, пока не были оттуда похищены в июне 2011 года (впоследствии обнаружились в полной сохранности и целостности в нескольких других храмах, которые католическая церковь решила «не рекламировать» из уважения к скромности святого). Церковь не скрывает их существование и предоставляет информацию о них по каждому запросу, но только исходящему от спрашивающего, по его собственной инициативе.

## О тексте жития Антония Великого

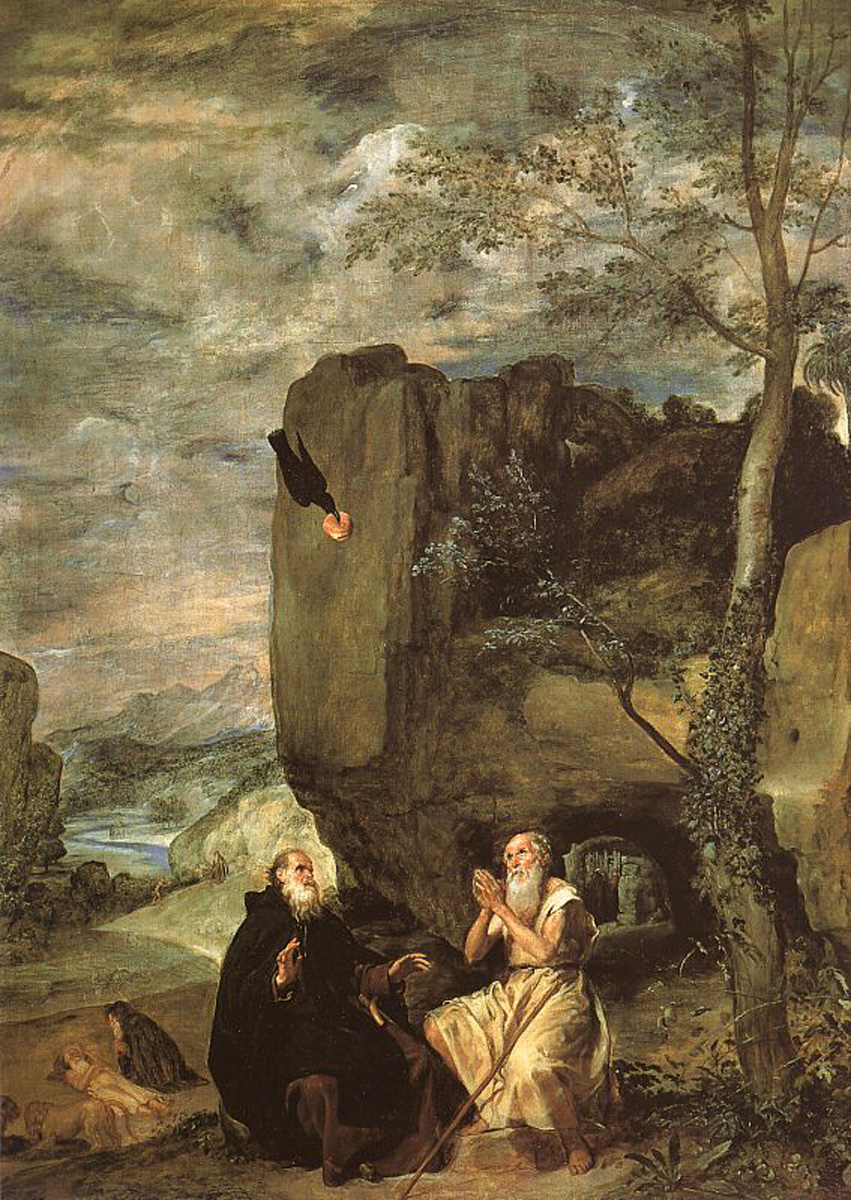
Диего Веласкес. Св. Антоний и Павел-Отшельник

Источниками наших сведений об Антонии Великом являются сообщения церковных историков Сократа, Созомена, Руфина, блаженного Иеронима и других, но главным из них является древнейшее греческое агиографическое произведение «Жизнь Антония», написанное около 365 года одним из видных греческих писателей IV века отцом Церкви святителем Афанасием Александрийским. Это творение святителя Афанасия считается одним из лучших его писаний, шедевром аскетической и житийной литературы. Святитель Иоанн Златоуст говорит, что это житие нужно читать всем христианам. «Повествование сие мало значительно в сравнении с Антониевыми добродетелями, — пишет святой Афанасий, — однако же и из сего заключайте, каков был Божий человек Антоний. С юных лет и до такого возраста соблюдавший равное усердие к подвижничеству, ни по старости не обольщавшийся дорогими снедями, ни по немощи тела своего не изменявший вида своей одежды, ни в чём однако же не потерпел он вреда, Глаза у него были здоровы и невредимы и видел он хорошо. Не выпало у него ни одного зуба, а только ослабли они в дёснах от преклонных лет старца. Здоров он был руками и ногами (…). А что всюду говорили о нём, все удивлялись ему, даже не видавшие любили его — это служит доказательством его добродетели и Боголюбивой души».

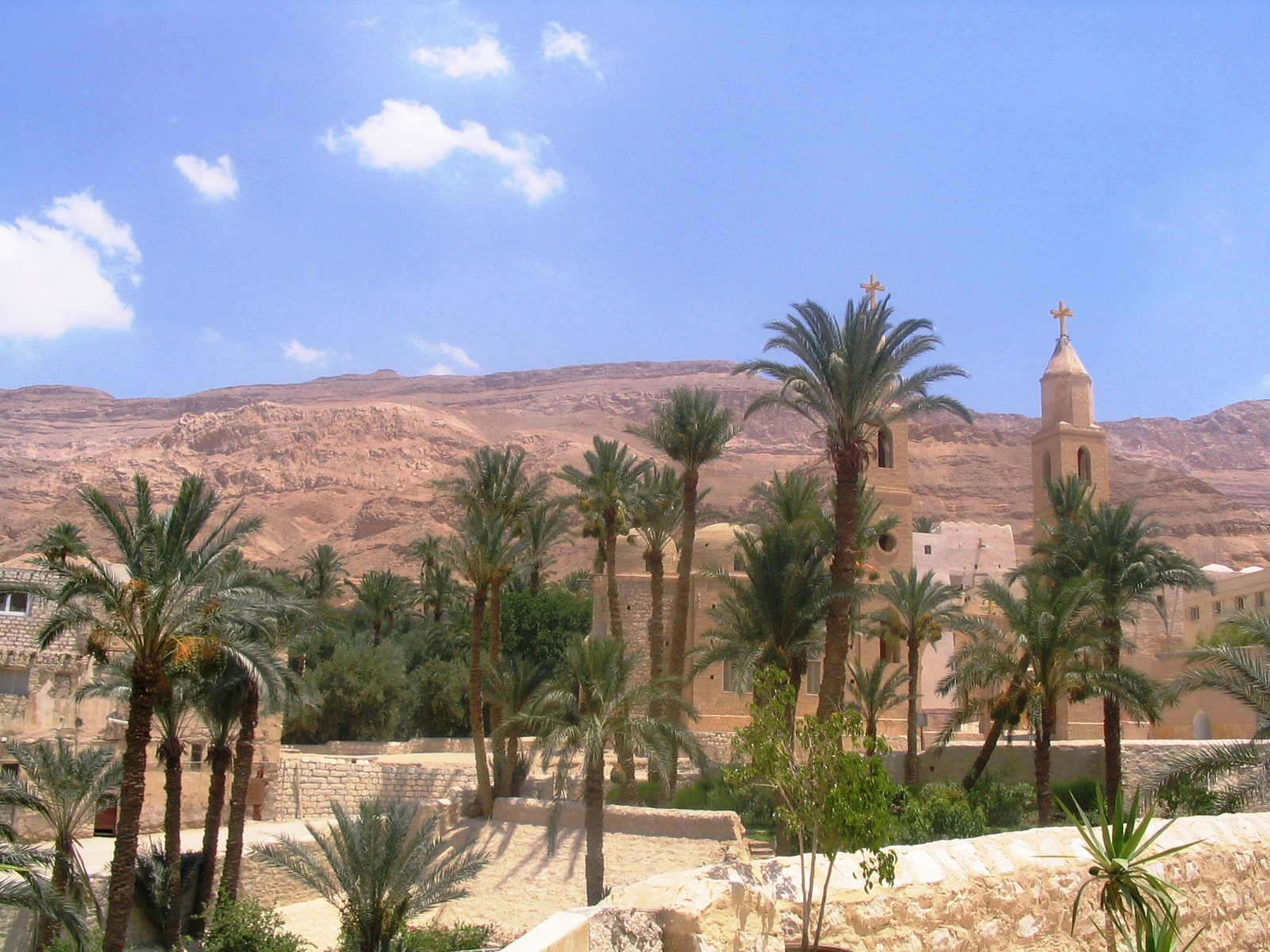
Монастырь Святого Антония Великого, 2006

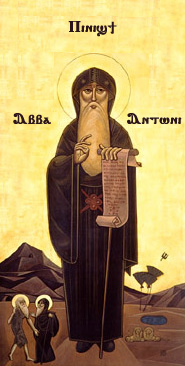
Коптская икона Антония Великого

Из многочисленных произведений, посвящённых Антонию Великому и известных в греческой письменности, в славянском переводе распространилось лишь житие, написанное Афанасием Александрийским. По единодушному мнению специалистов, перевод был сделан в Болгарии; появление его объясняют антиарианскими эпизодами жития и сравнивают его в этом отношении со словами против ариан Афанасия Александрийского, которые были переведены Константином Преславским. Исследователи спорят лишь о личности переводчика Иоанна пресвитера. Одни считают, что названный в послесловии жития Иоанн — это Иоанн Экзарх, другие полагают, что вдохновитель перевода Иоанн — это архиепископ Иоанн Охридский, деятельность которого приходится на XI в. В первом случае перевод Иоанна пресвитера датируют X в., во втором — XI в. В настоящее время преобладает первая точка зрения.

## Основатель христианского монашества
Антоний Великий не первым удалился в пустыню и не в этом смысле он является отцом монашества. И до него уже во II веке были люди, которые селились на более и менее продолжительное время в уединённых местах для аскетических целей, иногда по внешним побуждениям, например, из-за гонений на христиан, но чаще исключительно для подвигов воздержания. Но преподобный Антоний был первым ярким и принципиально новым представителем пустынного жительства: «он освятил монашескую отшельническую жизнь». Антоний не основывал монастырей и не мечтал о роли духовного наставника — аввы. Люди сами начали приходить к этому человеку, ушедшему жить в пустыню, чтобы проводить аскетическую и духовно-созерцательную жизнь. Видя его духовную мудрость, вокруг него собралось много учеников-пустынников и последователей.
Преподобный Антоний считается основателем отшельнического монашества. При такой организации монашества несколько отшельников, находясь под руководством одного наставника — аввы, жили отдельно друг от друга в хижинах или пещерах (скитах) и предавались молитве, посту и трудам. Несколько скитов, соединённых под властью одного аввы, назывались лаврой (отсюда сохранившиеся до сих пор названия крупных православных монастырей — Киево-Печерская Лавра,Троице-Сергиева Лавра и др.).
Но ещё при жизни Антония Великого появился другой род иноческой жизни. Подвижники собирались в одну общину, несли совместные труды, каждый по своей силе и способностям, разделяли общую трапезу, подчинялись одним правилам. Такие общины назывались киновиями или монастырями. Аввы этих общин стали называться архимандритами. Основателем общежительного (киновийного) монашества считается преподобный Пахомий Великий.

## Образ святого Антония в искусстве и литературе

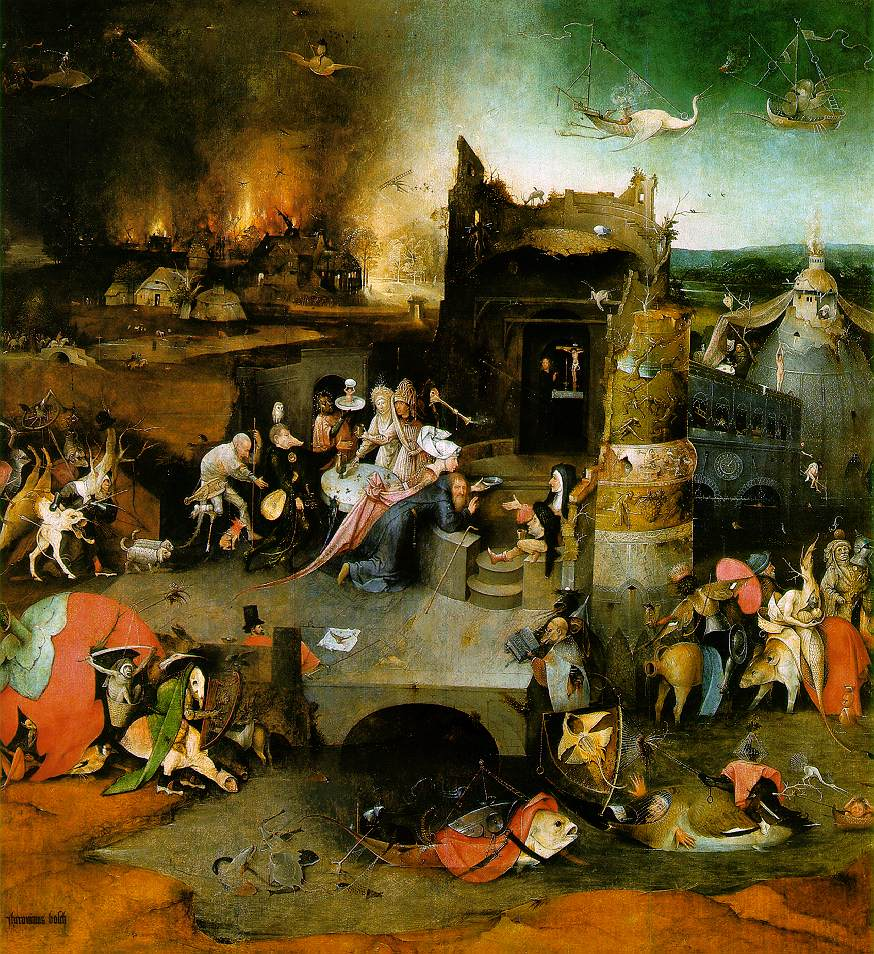
Иероним Босх. Искушение святого Антония. 1505. Лиссабон, Национальный музей старинного искусства

Из многих византийских и западноевропейских изображений, связанных с аскетическими добродетелями, целебными силами и природой, с XV столетия выделяется наиболее популярный мотив — искушение святого Антония. Многообразие изображений святого Антония связано с тем, что его считают покровителем многих профессий: крестьян, всадников, звонарей, корзинщиков, щёточников, мясников, гробовщиков. На Востоке Антония почитают как отшельника и отца монахов, на Западе, напротив, — как чудесного целителя, которому приписывается способность лечить. Популярность Антония достигла вершины в Средние века в западной церкви. Около 1070 года был основан орден святого Антония. Это учреждение стало центром по лечению больных «антониевым огнём» (предполагают, что это гангрена, или болезнь, вызываемая тяжёлым отравлением спорыньёй).
Житие Антония Великого нашло широкое отражение в западноевропейской иконографии (в том числе работы Иеронима Босха, Питера Пауля Рубенса, Давида Тенирса старшего и др.), его использовал в философской драме «Искушение святого Антония» Гюстав Флобер.
К иконографическим атрибутам Антония относятся Т-образный крест, колокольчики госпитальеров (антониты при сборе пожертвований привлекали к себе внимание колокольчиками), свинья (антонитам было разрешено держать свиней, которым дарована была привилегия свободно бегать по улицам городов), огонь и лев.

## Произведения святого Антония
Из написанного Антонием сохранились 20 речей, в которых говорится о христианских добродетелях, семь посланий к монастырям (о стремлении к нравственному совершенству и духовной борьбе) и правила жизни и увещания к монахам.
В конце V века появилось собрание изречений Антония, отражавших монашеский идеал. Ряд наставлений святого включён в сборник, содержащий речения отцов церкви и других духовных писателей, — «Добротолюбие» (Филокалия).